# Hieroglyphus oryzivorus
Hieroglyphus oryzivorus är en insektsart som beskrevs av George Clifford Carl 1916. Hieroglyphus oryzivorus ingår i släktet Hieroglyphus och familjen gräshoppor. Inga underarter finns listade i Catalogue of Life.